# ريبيكا سمارت
ريبيكا سمارت (بالإنجليزية: Rebecca Smart)‏ هي ممثلة أسترالية، ولدت في 30 يناير 1976 بتامورث في أستراليا.

## وصلات خارجية
- ريبيكا سمارت على موقع IMDb (الإنجليزية)
- ريبيكا سمارت على موقع قاعدة بيانات الفيلم (الإنجليزية)